# Karl Junker (Künstler)

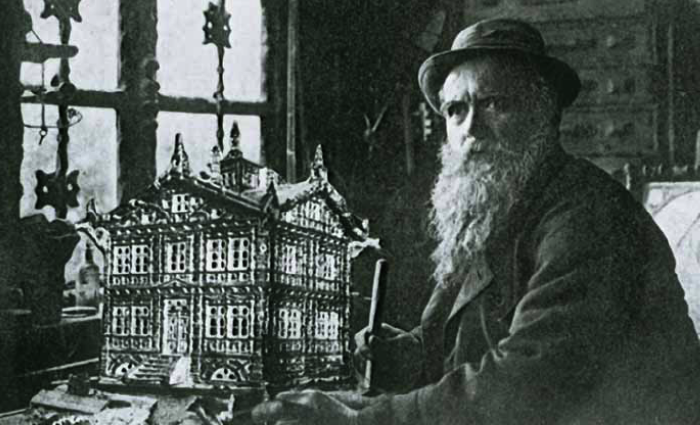
Karl Junker mit einem Modell des Junkerhauses, um 1900

Karl Friedrich Junker, genannt Karl Junker (* 30. August 1850 in Lemgo; † 24. oder 25. Januar 1912 ebenda) war ein deutscher Maler, Bildhauer und Architekt in Lemgo/Lippe.

## Leben
Karl Junker wurde als Sohn eines Schmiedemeisters in Lemgo geboren. Nach dem frühen Tod der Eltern (die Mutter starb 1853, der Vater 1857) wuchs er im Haus des Großvaters auf, besuchte die Bürgerschule in Lemgo von 1857 bis 1864, von 1865/66 bis 1868/69 ging er dort bei Wilhelm Stapperfenne in die Tischlerlehre. In Hamburg, wo er vermutlich als Tischler oder Kunsttischler arbeitete und lernte, lebte Junker von April 1869 bis September 1871. Von dort meldete er sich nach München ab, wo er von 1873 bis 1875 die Königliche Kunstgewerbeschule besuchte und sich am 17. April 1875 in die Akademie der Bildenden Künste einschrieb. Zwischen 1877/78 und 1883 ist ein – möglicherweise längerer – Italienaufenthalt zu vermuten. 1877/78 trug Karl Junker sich als „Maler aus München“ in der Casa Baldi in Olevano Romano ein; zahlreiche Zeichnungen von Stätten in Ober- und Mittelitalien entstanden. Seit August 1883 war Junker wieder in Lemgo, ab 1887 wohnte er nachweislich dort und stellte am 27. Oktober 1889 den Antrag für den Bau des Junkerhauses, dessen Fertigstellung im Rohbau er am 9. März 1891 anzeigte.

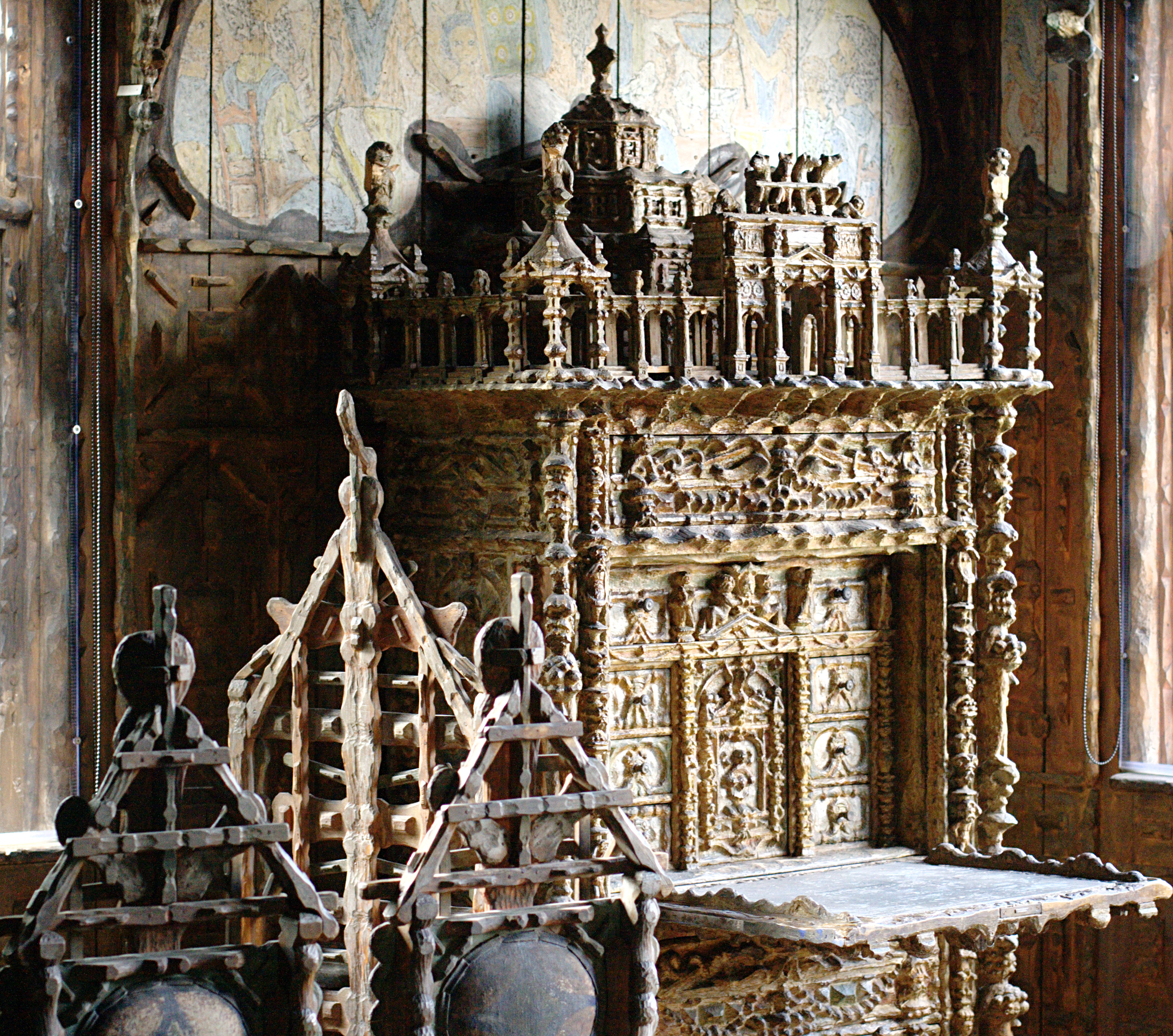
Sekretär im Junkerhaus

Zwischen Ende 1889 und Mai 1893 baute sich Junker in Lemgo u. a. nach eigenen Plänen ein Haus, welches schon von ihm selbst als Junkerhaus bezeichnet wurde und das heute teilweise zu besichtigen ist. 
In die Jahre nach 1893 sind die meisten der erhaltenen Werke Karl Junkers zu datieren, die zumeist weder Datum noch Titel oder Signatur tragen. Über Junkers Tätigkeiten in den knapp zwei Jahrzehnten bis zu seinem Tod ist kaum etwas bekannt. Aufschlüsse geben aber die über 150 Bildfelder an Wänden und Decken des Junkerhauses sowie die große Zahl von Bildern auf Holz oder Leinwand.

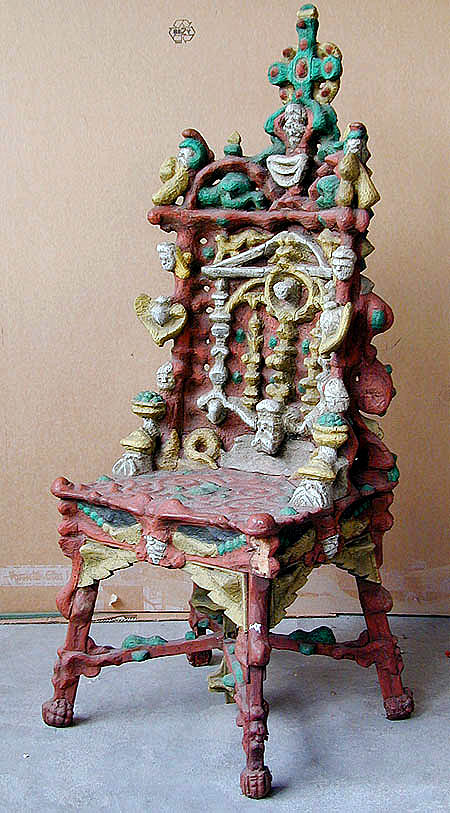
Stuhl von Karl Junker

Schon zu Lebzeiten galt Karl Junker als Eigenbrötler und Sonderling. Er starb nach einer Lungenentzündung im Alter von 61 Jahren in seiner Heimatstadt und wurde am 29. Januar 1912 dort begraben.
Eine unveröffentlichte Biographie ist im Stadtarchiv Lemgo einzusehen.
Im Jahr nach seinem Tod wurden 55 Werke Junkers – 26 Gemälde, elf Aquarelle, 13 Entwürfe und Skizzen sowie fünf Schnitzwerke bzw. Möbel – in einer eigenen Abteilung der 6. Kollektiv-Ausstellung der Künstlergruppe Neue Secession in Berlin gezeigt. Dazu meinte Curt Glaser 1914: „Trotzdem lohnt es allein um Karl Junkers willen die Ausstellung der Neuen Sezession aufzusuchen, die sich mit dieser Entdeckung eine Anziehung sichert, die ihrer größeren Schwester (der Ausstellung in der Freien Sezession Berlin) fehlt.“ Ein unbekannter Autor nannte die Ausstellung 1926 im Allgemeinen Lexikons der Bildenden Künstler „den ziemlich mißglückten Versuch einer künstlerischen Rehabilitierung.“
1998 fand in Lemgo ein eintägiges Symposium mit dem Titel „Kunst und Architektur in Lippe um 1900: Karl Junker und das Junkerhaus“ statt, dessen Vorträge publiziert wurden.
Für seine Bilder und Skulpturen ist am 11. September 2004 das an der Rückseite des Hauses anschließende Museum Junkerhaus eröffnet worden.